# Belgische Faustballnationalmannschaft der Frauen
Die belgische Faustballnationalmannschaft der Frauen ist die von den Trainern getroffene Auswahl belgischer Faustballspielerinnen. Sie repräsentieren ihr Land auf internationaler Ebene bei Veranstaltungen der European Fistball Association und der International Fistball Association.

## Internationale Erfolge
2018 plant die belgische Faustballnationalmannschaft der Frauen in Linz in Österreich die erste Teilnahme an einer Faustball-Weltmeisterschaft überhaupt. Zur Vorbereitung nahm das Team zuletzt an den Turnieren der Obersee Masters in der Schweiz teil.

### Weltmeisterschaft
| - 2018 in Österreich: 11. Platz (von 11) |

### Europameisterschaft
| - 2019 in Tschechien: 9. Platz (von 9) |

## Kader
Der Kader für die erste Weltmeisterschaft soll im Vorfeld der Faustball WM 2018 im Laufe des Jahres bekannt gegeben werden.